# Андревље
Андревље је туристичко одредиште на Фрушкој гори, изнад села Черевић код Беочина.
Подручје Андревља одликује велика ливада, пропланак унутар густе шуме, која је једно од омиљених стецишта излетника и кампера за првомајске празнике. Пространа ливада, са постављеним головима за мали фудбал, љуљашкама и клацкалицама, погодна је за породични излет у природи. Од Андревља постоји пешачка стаза до Летенке и Партизанског пута, а долазак возилом је могућ из смера Черевића.

## Конгресни центар
Андревље као Центар за привредно-технолошки развој Војводине настао је 2008. године након обнове некадашњег одмаралишта. Одмаралиште је прерасло у Центар за привредно-технолошки развој Војводине на Андревљу - ЦЕПТОР. Основна намена новоотвореног Центра је да се у пријатном амбијенту, у срцу Фрушке горе, који се простире на 2.700 м², окупе домаћи и страни привредници, улагачи и научници, да се организују маркетиншке, управне, финансијске и друге активности, као и да се на овом месту одржавају презентације, саветовања, симпозијуми и семинари.
Потписан је споразум о коришћењу Центра са представницима четири института и четири факултета Новосадског универзитета и Технолошким факултетом „Михајло Пупин" из Зрењанина, као и са Привредном Комором Војводине, ВИП - Фондом за привлачење страних инвестиција и Центром за стратешка истраживања - ЦЕСС.